# Csebarkuli járás

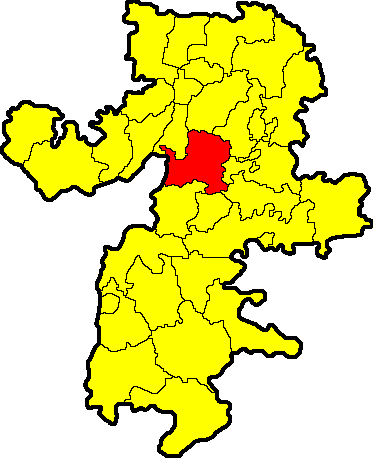
A Csebarkuli járás a Cseljabinszki területen

A Csebarkuli járás (oroszul Чебаркульский район) Oroszország egyik járása a Cseljabinszki területen. Székhelye Csebarkuli.

## Népesség
- 1989-ben 34 244 lakosa volt.
- 2002-ben 29 251 lakosa volt, melyből 24 379 orosz, 2143 baskír, 932 tatár, 419 ukrán, 277 mordvin, 217 kazah, 209 fehérorosz, 173 nagajbak stb.
- 2010-ben 29 606 lakosa volt, melyből 24 767 orosz, 2073 baskír, 827 tatár, 275 ukrán, 197 kazah, 172 mordvin, 144 fehérorosz, 127 örmény, 119 nagajbak stb.